# Allard V12
Der Allard V12 ist ein offener Sportwagen, der von der britischen Firma Allard ab 1938 gefertigt wurde und auch im Motorsport eingesetzt werden konnte. Die Wagen wurden allerdings nicht in Serie, sondern nur auf Kundenanforderung gebaut.
Ausgerüstet war der Wagen mit dem seitengesteuerten V12-Motor des Lincoln-Zephyr. Dieser hatte 4379 cm³ Hubraum (Bohrung × Hub = 69,85 mm × 95,25 mm) und leistete 112 bhp (82 kW) bei 3900/min. Die Wagen erreichten eine Höchstgeschwindigkeit von 160 km/h, waren also echte „Hundertmeilenautos“.
Das Fahrwerk stimmte mit dem des schwächer motorisierten Schwestermodells V8 überein. Die Vorderräder waren einzeln an einer Querblattfeder aufgehängt. Hinten war die angetriebene Starrachse eingebaut, die ebenfalls an einer Querblattfeder hing. So ergab sich ein Radstand von 2540 mm und eine Spurweite vorne / hinten von 1422 mm.
Zusammen mit seinem ein Jahr früher angebotenen Schwestermodell V8 entstanden bis 1939 zwölf Exemplare, darunter nur drei mit dem V-12-Motor. Erhältlich waren Ausführungen vom erleichterten „Special“ für den Trial-/Geländesport bis zum eleganten viersitzigen Sporttourer. Zumindest einen V-12-Sporttourer baute das Karosseriebauunternehmen Whittingham & Mitchel auf. Weitere Karosseriebauer, die zu dieser Zeit für Allard arbeiteten, waren  Coachcraft und Ranalah.
1939 wurde die Fertigung kriegsbedingt eingestellt. Einen Nachfolger für den V12 gab es nach Kriegsende nicht.